# Іран на літніх Олімпійських іграх 1952
Іран на літніх Олімпійських іграх 1952 року, які проходили в Гельсінкі, був представлений 22 спортсменами (усі чоловіки) у 4 видах спорту: легка атлетика, бокс, важка атлетика та боротьба. Прапороносцем на церемонії відкриття Олімпійських ігор був важкоатлет Махмуд Намджу.
Іран вдруге взяв участь у літніх Олімпійських іграх. Іранські спортсмени здобули 7 медалей: три срібних і чотири бронзових. В неофіційному заліку збірна Ірану зайняла 30-е загальнокомандне місце.

## Учасники
За видом спорту та статтю
| Вид спорту     | Чоловіки | Жінки | Разом |
| -------------- | -------- | ----- | ----- |
| Бокс           | 6        | 0     | 6     |
| Легка атлетика | 1        | 0     | 1     |
| Важка атлетика | 7        | 0     | 7     |
| Боротьба       | 8        | 0     | 8     |
| Total          | 22       | 0     | 22    |

## Медалісти
| Медаль | Спортсмен          | Вид спорту     | Дисципліна                |
| ------ | ------------------ | -------------- | ------------------------- |
| Срібло | Махмуд Намджу      | Важка атлетика | до 56 кг                  |
| Срібло | Нассер Гівегчі     | Боротьба       | вільна боротьба, до 62 кг |
| Срібло | Голамреза Тахті    | Боротьба       | вільна боротьба, до 79 кг |
| Бронза | Алі Мірзаї         | Важка атлетика | до 56 кг                  |
| Бронза | Махмуд Моллагасемі | Боротьба       | вільна боротьба, до 52 кг |
| Бронза | Яганбахт Тофіг     | Боротьба       | вільна боротьба, до 67 кг |
| Бронза | Абдулла Моджтабаві | Боротьба       | вільна боротьба, до 73 кг |

## Бокс
Чоловіки
| Спортсмен          | Категорія  | 1 раунд                                    | 2 раунд                    | Чвертьфінал | Півфінал   | Фінал      | Місце |
| ------------------ | ---------- | ------------------------------------------ | -------------------------- | ----------- | ---------- | ---------- | ----- |
| Фазлулла Нікхаг    | до 54 кг   | Bye                                        | Кан Джун Го (KOR) L 0–3    | не пройшов  | не пройшов | не пройшов | 9     |
| Еммануель Агассі   | до 57 кг   | Леонард Лейшінг (RSA) L 0–3                | не пройшов                 | не пройшов  | не пройшов | не пройшов | 17    |
| Петрос Назарбегіан | до 60 кг   | Bye                                        | Ерккі Пакканен (FIN) L 0–3 | не пройшов  | не пройшов | не пройшов | 9     |
| Ібрагім Афшарпур   | до 63,5 кг | Теренс Мілліган (IRL) L 0–3                | не пройшов                 | не пройшов  | не пройшов | не пройшов | 17    |
| Георг Іссабег      | до 67 кг   | Фатхі Абдельрахман (EGY) W дискваліфікація | Моос Ліннеман (NED) L 1–2  | не пройшов  | не пройшов | не пройшов | 9     |
| Ардашез Сагініан   | до 71 кг   | Еладіо Еррера (ARG) L 0–3                  | не пройшов                 | не пройшов  | не пройшов | не пройшов | 17    |

## Боротьба
Вільна боротьба
| Спортсмен          | Дисципліна  | Раунд 1                         | Раунд 2                    | Раунд 3                       | Раунд 4                         | Раунд 5                       | Раунд 6                       | Фінал                                 | Місце |
| ------------------ | ----------- | ------------------------------- | -------------------------- | ----------------------------- | ------------------------------- | ----------------------------- | ----------------------------- | ------------------------------------- | ----- |
| Махмуд Моллагасемі | до 52 кг    | Ніранджан Дас (IND) W туше      | Луїс Байсе (RSA) W туше    | Гайні Вебер (GER) W 3–0       | Гасан Геміджи (TUR) W 2–1       | Георгій Саядов (URS) W 2–1    | Кітано Юсю (JPN) L 0–3        | не пройшов                            | 3     |
| Мегді Ягубі        | до 57 кг    | Рашид Маммадбеков (URS) L туше  | Білл Бордерс (USA) W 3–0   | Саєд Гафез Шегата (EGY) W 3–0 | не пройшов                      | не пройшов                    | не пройшов                    | не пройшов                            | 8     |
| Нассер Гівегчи     | до 62 кг    | Гербі Гол (GBR) W 3–0           | Bye                        | Кешав Мангаве (IND) W 3–0     | Абдельфаттах Ессаві (EGY) W 2–1 | Томінага Рісабуро (JPN) W 2–1 | Байрам Шит (TUR) L 0–3        | Джосая Генсон (USA) W 2–1             | 2     |
| Джаганбахт Тофіг   | до 67 кг    | Гал Йозеф (HUN) W 3–0           | Рей Мейленд (GBR) W туше   | Тевфік Юке (TUR) W 2–1        | Гайні Неттесгайм (GER) W 2–1    | Арам Ялтирян (URS) W 3–0      | Улле Андерберг (SWE) L 0–3    | Джей Томас Еванс (USA) L 0–3          | 3     |
| Абдулла Моджтабаві | до 73 кг    | Алексантері Кейсала (FIN) W 2–1 | Василь Рибалко (URS) W 2–1 | Бев Скотт (AUS) W 3–0         | Ямазакі Цугіо (JPN) W 3–0       |                               | Пер Берлін (SWE) W 3–0        | Вільям Сміт (USA) L 0–3               | 3     |
| Голамреза Тахті    | до 79 кг    | Андре Бруно (FRA) W туше        | Вейкко Лахті (FIN) W туше  | Леон Генут (ARG) W туше       | Гайдар Зафер (TUR) W 3–0        | Густав Гокке (GER) W 3–0      | Давид Цимакурідзе (URS) L 1–2 | Гурич Дьордь (HUN) W технічна поразка | 2     |
| Аббас Занді        | до 87 кг    | Bye                             | Кевін Куте (AUS) W 3–0     | Пааво Сеппонен (FIN) W 3–0    | Вікінг Пальм (SWE) L 1–2        | не пройшов                    | не пройшов                    | не пройшов                            | 5     |
| Ахмад Вафадар      | понад 87 кг | Тайсто Кангасніємі (FIN) L туше | Ірфан Атан (TUR) L 1–2     | не пройшов                    | не пройшов                      |                               | не пройшов                    | не пройшов                            | 9     |

## Важка атлетика
Чоловіки
| Спортсмен         | Дисципліна | Вивага | Ривок | Поштовх | Разом | Місце |
| ----------------- | ---------- | ------ | ----- | ------- | ----- | ----- |
| Алі Мірзаї        | до 56 кг   | 95.0   | 92.5  | 112.5   | 300.0 | 3     |
| Махмуд Намджу     | до 56 кг   | 90.0   | 95.0  | 122.5   | 307.5 | 2     |
| Могсен Табатабаеї | до 60 кг   | 90.0   | 97.5  | 120.0   | 307.5 | 8     |
| Гассан Фердос     | до 67,5 кг | 102.5  | 107.5 | 135.0   | 345.0 | 5     |
| Джалал Мансурі    | до 75 кг   | 110.0  | 107.5 | 140.0   | 357.5 | 8     |
| Гассан Рагнаварді | до 82,5 кг | 120.0  | 122.5 | 160.0   | 402.5 | 4     |
| Фіруз Поджган     | до 90 кг   | 112.5  | 120.0 | 155.0   | 387.5 | 5     |

## Легка атлетика
| Спортсмен      | Дисципліна                     | Кваліфікація | Кваліфікація | Кваліфікація | Фінал      | Фінал      | Місце |
| Спортсмен      | Дисципліна                     | Гіт          | Час          | Місце        | Час        | Місце      | Місце |
| -------------- | ------------------------------ | ------------ | ------------ | ------------ | ---------- | ---------- | ----- |
| Алі Багбанбаші | 5000 м, чоловіки               | 2            | 15:03.0      | 11           | не пройшов | не пройшов | 36    |
| Алі Багбанбаші | 3000 м з перешкодами, чоловіки | 2            | 9:13.2       | 6            | не пройшов | не пройшов | 17    |